# Office de Saint Georges

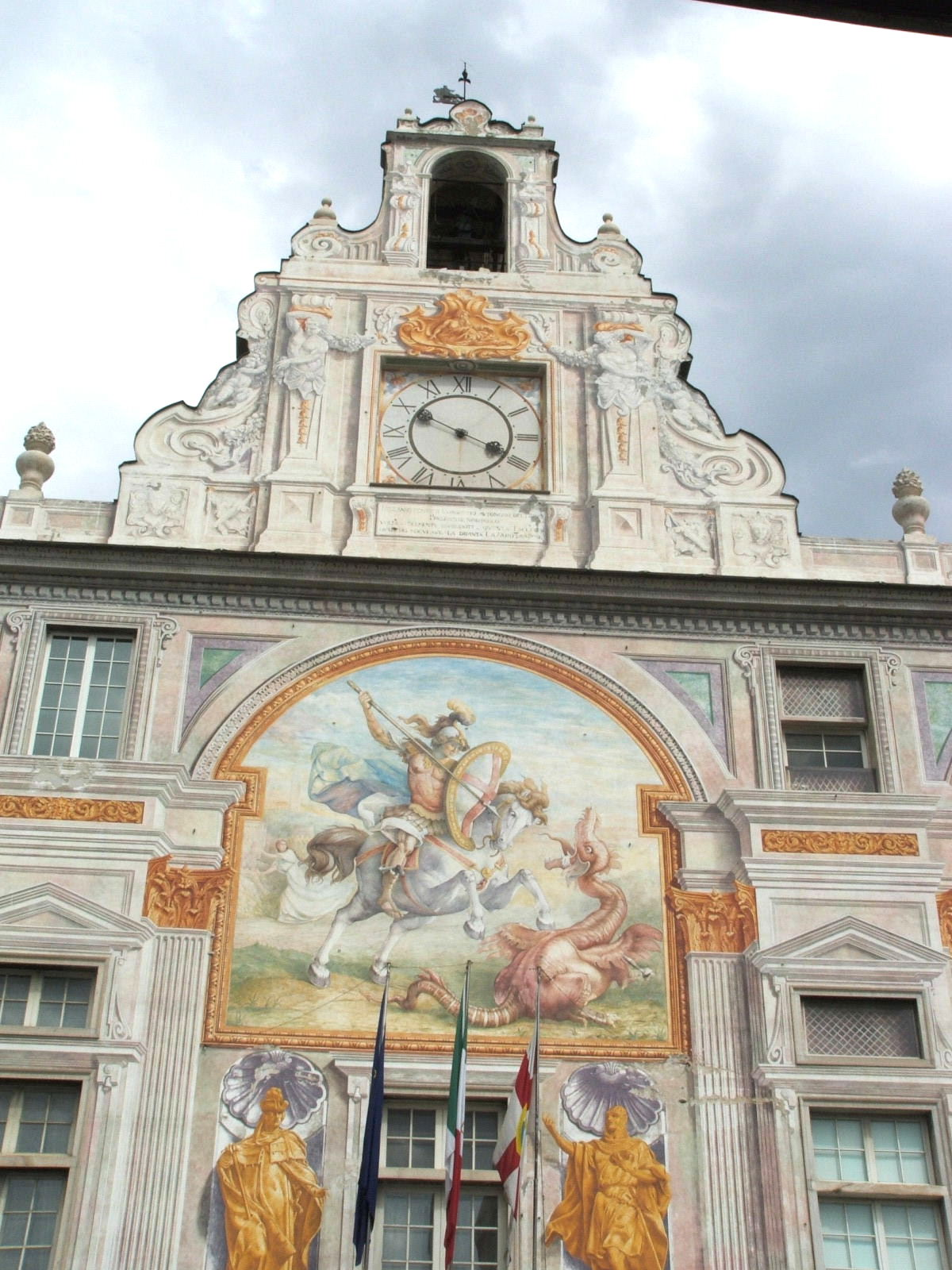
Façade latérale et clocher-mur.

L'Office de Saint Georges (officiellement en latin, Officium comperarum et bancorum Sancti Georgii, ou en italien, Casa delle compere e dei banchi di San Giorgio) est une institution financière de l'ancienne république de Gênes. C'est l'une des premières banques modernes d'Europe, en tant qu'elle centralisa les flux financiers de l'État et de ses administrés. 
L’Office fut fondé en 1407, alors que Gênes était l'une des plus importantes républiques maritimes. En tant que banque, elle resta en activité jusqu'en 1805.
L'ancien siège social était situé dans le palais Saint-Georges. Ce bâtiment historique fut construit au XIVe siècle sur ordre de Guglielmo Boccanegra, l'oncle du premier doge de Gênes, Simone Boccanegra. Il est devenu aujourd'hui le bureau des autorités portuaires de la ville et un espace muséal.

## Organisation
Les origines lointaines de l'Office se trouvent dans le premier emprunt d'État contracté par la république de Gênes après l'expédition victorieuse d'Almería et Tortose en 1147-1148. Pour payer le fret de la compagnie maritime — plus d'un millier de marins —, qui était entièrement à la charge de la municipalité, les consuls cédèrent en 1149, pendant 15 ans, les revenus de certains impôts, contre une avance de 1 300 lires génoises — équivalent à cette époque à 52 kg d'or —, à une compagnie de 18 citoyens formant la Casa delle compere, dans laquelle chacun possédait une part. Dans cette opération de prêt financier appelée compera, l'État génois engage une partie des revenus ordinaires comme paiement du bénéfice annuel à une société de prêteurs citoyens appelés comperisti qui avancent le capital, s'obligeant à rembourser celui-ci dans le délai préétabli. Compte tenu du succès, l'opération fut périodiquement répétée dans les années suivantes, pour ensuiteprendre de l'ampleur au début du XIVe siècle.
Le désastre financier qui s'ensuivit après la guerre de Chioggia, opposant Gênes à Venise, signa la faillite de la commune, dont les membres se retrouvèrent dans l'obligation de mutualiser les dettes accumulées de l'État : gouvernée à cette époque par le maréchal français Jean II Le Meingre (dit « Boucicaut le jeune ») qui hérite d'une situation proche du chaos, Gênes n'a pas d'autres choix que de voter le décret du 27 avril 1407, consistant en une charte qui remet à l'Office (officium ou societas), placé sous le patronage de saint Georges, la gestion des revenus et des dettes communales, mais aussi des futurs prêts et emprunts. L'ensemble des dettes fut consolidé en une seule, garanti par un intérêt de 7 %, les créanciers non signataires de la charte étant remboursés. Organisé sous forme de société par actions (conseil d'administration électif, assemblée générale, cessibilité des actions de la société d'un montant nominal de 100 lires), l'Office gérait la majorité des recettes fiscales de l'État pour son propre compte, exerçant donc une activité bancaire, dont l'État, les négociants et les particuliers bénéficièrent[réf. nécessaire]. Dès 1408, l'Office a, pour contrer la crise monétaire en cours, l'autorisation d'exercer une activité bancaire de dépôt, de transfert et de crédit au profit non seulement de l'État, des membres du consortium et des contribuables, mais de l'ensemble de la place de la ville, rôle similaire à la Taula de canvi de Barcelona (en). En 1454, l'Office avait absorbé l'intégralité des dettes pour un montant de 8 millions de lires.
Un certain nombre de familles génoises dominantes sont donc impliquées dans l'établissement et le gouvernement de l'Office, notamment la maison Grimaldi. L'institution fut régie par quatre consuls qui administraient ses finances et dirigeaient ses investissements. Comme les oligarques de la république avaient généralement la mainmise sur la politique financière, il est souvent difficile de déterminer les limites de l'influence de l'Office dans le gouvernement.

## Opérations
Pour garantir ses opérations et consolider ses revenus, l'Office n'hésite pas à réclamer un droit d'hypothèque sur des territoires génois : ainsi de Famagouste (1447), de Caffa, Gazaria et de la Corse (1453), de Lerici (1479), de Sarzana (1484), de Pieve di Teco (1512), de Vintimille (1514) et de Levanto (1515), qui passèrent sous sa gestion directe. Cependant, les frais se révélant exorbitants par rapport aux revenus, l'Office les restitua en 1562 à l'État génois, renonçant à jamais aux hypothèques fondées sur des garanties territoriales et subordonnant les crédits ultérieurs au transfert de nouveaux impôts ou à la couverture de titres publics du type rente viagère,.
La péninsule de Taman resta sous le contrôle de la famille De Ghisolfi (en), mais leurs princes durent alors s'en remettre à l'Office à partir de 1453.
L'Office de Saint Georges prêta, aux noms des marchands génois, des sommes d'argent considérables à de nombreux dirigeants européens pendant les XVe et XVIe siècles, gagnant une influence croissante. Les rois catholiques avaient des comptes ouverts à la banque, de même que Christophe Colomb. 
Charles Quint était fortement endetté envers l'Office durant la plus grande partie de son règne. Nicolas Machiavel prétendit que l'Office conservait seule dans Gênes des « vertus antiques et dignes de vénération » et que, si elle était maître de tout l'État, il ne manquerait pas de faire de Gênes une « république plus mémorable que celle de Venise ».
Au XVIIe siècle, l'Office s'impliqua fortement dans le commerce maritime, et pendant un certain temps concurrença des entreprises telles que la Compagnie néerlandaise des Indes orientales et la Compagnie anglaise des Indes orientales. Son capital passa progressivement à 42 millions de lires pour terminer à 52 millions à la fin du siècle suivant.
Durant les dernières années du XVIIIe siècle, l'Office est rebaptisé Banca di San Giorgio, devenant une banque, sans aucune des attributions politiques et commerciales qui lui étaient dévolues depuis quatre siècles. Elle fut liquidée en juillet 1805 par le pouvoir napoléonien ; l'apuration des comptes dura jusqu'en 1856.